# Benjamin–Bona–Mahonys ekvation
Inom matematiken är Benjamin–Bona–Mahonys ekvation (eller BBM-ekvationen) den partiella differentialekvationen
{\displaystyle u_{t}+u_{x}+uu_{x}-u_{xxt}=0.\,}
Ekvationen introducerades av Brooke Benjamin, Jerry L. Bona och John Joseph Mahony 1972.

### Allmänna källor
- Avrin, Joel; Goldstein, Jerome A. (1985), ”Global existence for the Benjamin–Bona–Mahony equation in arbitrary dimensions.”, Nonlinear Anal. 9 (8):  861–865, doi:10.1016/0362-546X(85)90023-9
- Benjamin, T. B.; Bona, J. L.; Mahony, J. J. (1972), ”Model Equations for Long Waves in Nonlinear Dispersive Systems”, Philosophical Transactions of the Royal Society of London. Series A, Mathematical and Physical Sciences 272 (1220):  47–78, doi:10.1098/rsta.1972.0032, ISSN 0962-8428, Bibcode: 1972RSPTA.272...47B
- Zwillinger, Daniel (1998), Handbook of differential equations (3rd), Boston, MA: Academic Press, Inc., s. 174, 176, ISBN 978-0-12-784396-4 (Warning: On p. 174 Zwillinger misstates the Benjamin–Bona–Mahony equation, confusing it with the similar KdV equation.)